# Heeres-Baupionier-Brigade (Wehrmacht)
Die Heeres-Baupionier-Brigaden wurden aus unterschiedlichen Regiments- und Bataillonseinheiten der Pioniertruppenteile aufgestellt und waren im Zweiten Weltkrieg Brigaden der deutschen Wehrmacht.

## Heeres-Baupionier-Brigade 8
Die Heeres-Baupionier-Brigade 8 wurde im Dezember 1944 bei der Heeresgruppe A aus dem Stab des Pionier-Regiments 8 (französischer Kommandeur der Bautruppen 8) und den Baupionier-Bataillonen 81, 305 und 407 für den Wehrkreis III mit Standort in Crossen aufgestellt. Als Heerestruppenteil war die Brigade erst in Galizien und dann in Schlesien bei der 4. Panzerarmee.
Die Gliederung war:
- I. Bataillon mit Kompanien 1 bis 4
- II. Bataillon mit Kompanien 5 bis 8
- III. Bataillon mit Kompanien 9 bis 12

## Heeres-Baupionier-Brigade 18
Die Heeres-Baupionier-Brigade 18 wurde im Dezember 1944 bei der Heeresgruppe A aus dem Stellungsbau-Pionier-Stab 2 und den Baupionier-Bataillonen 18, 523 und 538 für den Wehrkreis II mit Standort in Schlawe aufgestellt. Als Heerestruppenteil war die Brigade erst in Galizien und dann in Oberschlesien.
Die Gliederung war:
- I. Bataillon mit Kompanien 1 bis 4
- II. Bataillon mit Kompanien 5 bis 8
- III. Bataillon mit Kompanien 9 bis 12

## Heeres-Baupionier-Brigade 106
Die Aufstellung der Heeres-Baupionier-Brigade 106 ist unklar. Nach Frontnachweisen war diese bei der 16. Armee im Kurland.

## Heeres-Baupionier-Brigade 107
Die Heeres-Baupionier-Brigade 107 wurde im November 1944 bei der Heeresgruppe Süd aufgestellt. Als Heerestruppenteil war die Brigade erst in Ungarn und dann in der Slowakei bei der 8. Armee.
Die Gliederung war:
- I. Bataillon mit Kompanien 1 bis 4, aus dem Baupionier-Bataillon 109
- II. Bataillon mit Kompanien 5 bis 8, aus dem Baupionier-Bataillon 24
- III. Bataillon mit Kompanien 9 bis 13, aus dem Baupionier-Bataillon 63

## Heeres-Baupionier-Brigade 153
Die Heeres-Baupionier-Brigade 153 wurde im November 1944 bei der Heeresgruppe A aus dem Stellungsbau-Pionier-Stab 5 aufgestellt. Als Heerestruppenteil war die Brigade erst in Galizien und dann in Oberschlesien bei der 17. Armee.
Die Gliederung war:
- I. Bataillon mit Kompanien 1 bis 4, aus dem Baupionier-Bataillon 153
- II. Bataillon mit Kompanien 5 bis 8, aus dem Baupionier-Bataillon 214
- III. Bataillon mit Kompanien 9 bis 12, aus dem Baupionier-Bataillon 414

## Heeres-Baupionier-Brigade 155
Die Heeres-Baupionier-Brigade 155 wurde im November 1944 bei der Heeresgruppe A aus dem Stab des Pionier-Regiments 522 aufgestellt. Als Heerestruppenteil war die Brigade erst im Weichselbogen bei der Heeresgruppe Mitte und vor Kriegsende an der Oder bei der 9. Armee.
Die Gliederung war:
- I. Bataillon mit Kompanien 1 bis 4, aus dem Baupionier-Bataillon 155
- II. Bataillon mit Kompanien 5 bis 8, aus dem Baupionier-Bataillon 410
- III. Bataillon mit Kompanien 9 bis 12, aus dem Baupionier-Bataillon 723
- Turkestanische Kompanie

## Baupionier-Brigade 446
Die Baupionier-Brigade 446 wurde vermutlich im Februar 1945 in Warschau aufgestellt. In der Feldpostübersicht taucht nur eine IV. (Volkssturm-)Bataillon mit drei Kompanien auf, welche letztendlich zu Kriegsende in Danzig stand.

## Heeres-Baupionier-Brigade 549
Die Heeres-Baupionier-Brigade 549 wurde am 10. August 1944 bei der Heeresgruppe Nord aus dem Pionier-Regiments-Stab z. b. V. 549, welcher am 10. September 1943 im Wehrkreis IX gebildet worden war, für den Wehrkreis IX mit Standort in Aschaffenburg aufgestellt. Als Heerestruppenteil war die Brigade 1945 bei der 2. Armee bei Narew und kam dann zur Auffrischung in den Bereich der Wehrmachtsbefehlshaber Prag.
Die Gliederung war:
- I. Bataillon mit Kompanien 1 bis 4, aus dem Baupionier-Bataillon 679
- II. Bataillon mit Kompanien 5 bis 8, aus dem Baupionier-Bataillon 724
- III. Bataillon mit Kompanien 9 bis 12, aus dem Baupionier-Bataillon 733

## Heeres-Baupionier-Brigade 686
Die Heeres-Baupionier-Brigade 686 wurde im Juli 1944 bei der Heeresgruppe A aus dem Pionier-Regiments-Stab z. b. V. 686, welcher im Mai 1944 gebildet worden war, für den Wehrkreis IV aufgestellt. Als Heerestruppenteil war die Brigade erst bei der Heeresgruppe A und später in Mittelpolen.
Die Gliederung war im November 1944:
- I. Bataillon mit Kompanien 1 bis 4, aus dem Baupionier-Bataillon 402
- II. Bataillon mit Kompanien 5 bis 8, aus dem Baupionier-Bataillon 722
- III. Bataillon mit Kompanien 9 bis 12, aus dem Baupionier-Bataillon 726